# 동방요요몽 ~ Perfect Cherry Blossom
《동방요요몽 ~ Perfect Cherry Blossom》(일본어: 東方妖々夢 〜 Perfect Cherry Blossom. 도호요요무[*])은 동방 프로젝트의 일곱번째 시리즈 게임이다.

## 시스템
기본 성능이 서로 다른 〈하쿠레이 레이무〉, 〈키리사메 마리사〉, 〈이자요이 사쿠야〉의 3종류의 플레이어 캐릭터 중 1명을 선택하고, 각각 2종류의 무기(장비) 타입 중 하나를 선택한다. 본작에서는 고속 이동 및 저속 이동시에 샷 외에도 발동되는 폭탄의 종류가 다르다.
적이나 적탄에 맞으면 잔기가 하나 줄고 그 자리에서 부활하며, 잔기를 모두 잃으면 게임 오버가 되며, 그 자리에서 재도전(컨티뉴)이 가능하다. 단, 컨티뉴 시 이전까지 산적된 점수는 0점이 되며, 컨티뉴는 4회까지 가능하다.
6면의 보스를 쓰러뜨리면 엔딩이 나오며, 난이도에 관계없이 재도전하지 않고 6면까지 클리어하면, 한 면의 엑스트라 스테이지가 추가된다. 엑스트라 스테이지 클리어를 비롯하여 여러 조건을 만족시키면 한 면의 판타즘 스테이지가 추가된다.
《요요몽》에서는, 화면의 왼쪽 하단에 〈앵점〉, 〈앵점의 최대치〉, 〈앵점+〉가 표시된다. 이와 관련하여 본작에서는 〈삼라결계〉, 〈영격〉이라는 시스템이 존재한다.

### 앵점 (체리 포인트)
〈앵점〉은 〈점수 아이템〉을 입수할 때의 기본 점수를 나타낸다. 즉, 앵점의 수치가 높을수록 높은 점수를 얻기 쉽다. 본작 고유의 아이템인 〈벚꽃 아이템〉을 얻는 것 등으로 증가하며, 미스가 나거나 폭탄을 사용하면 감소한다. 앵점에는 최대치가 있으며, 앵점이 더 증가하지는 않지만 후술하는 〈삼라결계〉가 발동할 때 최대치가 오른다.

### 앵점+와 삼라결계
〈앵점+〉는 앵점과 같은 조건으로 증가하지만, 미스나 폭탄에 의해 감소하지는 않는다. 일정 수치에 도달하면 〈삼라결계〉가 발동되어, 앵점+가 줄어들기 시작한다. 시간이 지나 앵점+가 0점이 되면 삼라결계가 발생한다. 후술 하는 "영혼 공격"을 사용하지 않고 삼라 결계가 끝나면 득점 보너스를 얻을 수 있다.
삼라 결계의 발동 중은 내 캐릭터의 상태에 관계 없이 아이템 자동 수집이 열린다.

### 영격
〈영격〉은 간단하게 말하면, 삼라결계의 발동 도중에 발동하는 자기의 장벽 또는 한 번의 폭탄을 대신하는 기능이다.
삼라 결계 안에 총, 또는 일반 범주를 사용하기 위한 버튼·키를 누르면 영혼의 공격이 발동한다. 영혼 공격에는 "화면 내의 적탄을 모두 코자쿠라 아이템으로 변환하고 내 캐릭터에 흡수하는 "효과가 있다. 발동해도 봄 게이지나 잔기이 줄어들 것이 없다. 영혼 공격이 발동한다고 삼라 결계는 끝난다. 적이 스펠 카드를 사용 중에 정령 공격을 발동할 경우 그 스펠 카드의 취득은 실패로 끝나게 된다.

## 줄거리
환상향은 봄의 시기가 되었는데도 겨울이 길어지면서 5월이 되어도 겨울처럼 눈이 내리고 있었다. 이 사건은 후에 “춘설이변(春雪異変 슌세츠이헨[*])”이라고 불리게 된다.
하쿠레이 레이무, 키리사메 마리사, 이자요이 사쿠야 세 사람은 각자의 생각에 개별적으로 이변 해결에 나서게 된다.
그 후 레이무는 환상향에 봄이 오지 않는 것은 명계(冥界)에 사는 유령공주 “사이교우지 유유코”의 만행임을 알게 된다. 유유코가 땅 속의 봉인된 벚꽃 "사이교우 아야카시(西行妖 사이교아야카시[*], 서행요)" 의 봉인을 풀기 위해 봄의 기운을 모아 꽃을 피우려 하고 있었던 것이었다. 유유코와의 전투에서 꽃의 봉인이 완전히 풀리지 못하고, 그 후에 환상향에는 마침내 봄이 찾아오게 되었다.

## 주인공 소개
하쿠레이 레이무
- 하쿠레이 신사의 무녀. 추위를 싫어해 겨울을 끝내기 위해 평소처럼 신사를 뛰쳐나왔다.
- 특징: 피탄 판정 범위가 작고, 폭탄 사용 시간이 길다.

| 유형      | 고속모드         | 고속모드    | 저속모드        | 저속모드    |
| 유형      | 주무기           | 폭탄        | 주무기          | 폭탄        |
| --------- | ---------------- | ----------- | --------------- | ----------- |
| 영부 추적 | 호밍 아뮬렛      | 몽상봉인 산 | 하쿠레이 아뮬렛 | 몽상봉인 집 |
| 몽부 속사 | 퍼스웨이 즌 니들 | 봉마진      | 익스 터미네이션 | 이중결계    |

키리사메 마리사
- 마법의 소녀. 집 앞의 벚꽃의 꽃잎을 발견하고 봄을 목표로 출발했다.
- 특징: 아이템의 획득 범위가 넓고 최고 위치가 낮으나, 초기 폭탄의 개수가 적다.

| 유형      | 고속모드      | 고속모드          | 저속모드      | 저속모드      |
| 유형      | 주무기        | 폭탄              | 주무기        | 폭탄          |
| --------- | ------------- | ----------------- | ------------- | ------------- |
| 마부 위력 | 매직 미사일   | 스타더스트 레버리 | 매직 네이팜   | 밀키 웨이     |
| 연부 관통 | 스트림 레이저 | 논디렉셔널 레이저 | 일루전 레이저 | 마스터 스파크 |

이자요이 사쿠야
- 홍마관의 메이드. 홍마관의 연료가 다 떨어져 감에 따라 연료 고갈 전에 겨울을 끝내기 위해 출발했다.
- 특징: 스치는 범위가 넓고, 미스 시 체리포인트 감소량이 적으며, 초기 폭탄의 개수가 많다.

| 유형      | 고속모드       | 고속모드           | 저속모드    | 저속모드        |
| 유형      | 주무기         | 폭탄               | 주무기      | 폭탄            |
| --------- | -------------- | ------------------ | ----------- | --------------- |
| 환부 광역 | 잭 더 루드비레 | 인디스크리미네이트 | 잭 더 리퍼  | 살인 인형       |
| 시부 특수 | 미스 디렉션    | 퍼펙트 스퀘어      | 파워 디렉션 | 프라이빗 스퀘어 |

## 새로운 등장인물

### 레티 화이트락
겨울에만 나타난다. 추운 장소를 좋아하며, 인간을 얼려서 전투불능에 빠뜨린다고 한다. 《구문사기》에는 설녀의 일종이라고도 적혀 있다.
외형은 방한도구라고는 생각되지 않는 같은 가벼운 옷을 입은 소녀의 모습을 취한다.
매우 추운 날에 나타난다. 《구문사기》에서 히에다노 아큐의 말에 따르면, 〈지나친 추위에 전의를 상실해 버리는 일이 생길 것〉이다.
직접, 바람을 일으키거나 눈을 내리게 하는 것은 아니지만, (즉, 치르노가 차가움 자체를 다룬다면 레티는 자연적인 한기를 다룬다. 《구문사기》에서 히에다노 아큐가 〈어디 그 요정 같이-물건을 차갑게 하는 것이 아니라, 공간 전체의 온도를 내리는 것이다.〉라고 말한 바 있다.) 자연에 있는 겨울의 효과를 강하게 하는 것이 가능해서 상당히 강하다.
겨울에 난폭할 뿐 그 후, 봄이 오면 모습을 보이지 않게 된다. 다음의 겨울이 올 때까지 어딘가 숨어 있는 것 같다.

### 첸
100년을 산 요괴. 산고양이에 귀신이 빙의된 식신으로 요술에 능하다. 식신이란 종족은 아니고, 요괴 위에 씌워지는 소프트의 일종이다. 그 소프트로 움직이는 것을 '씌인다'라고 한다. 물에 들어가면 식이 떨어지기 때문에 물에 매우 약하다.
꼬리가 두 개 이고, 왼쪽 귀에 귀걸이 같은 것을 하고 있다.
원래의 둔갑고양이 상태에서는, 더욱이 짐승 같아져서, 물어 뜯거나 세게 긁는 행동이 육탄전 위주로 되지만, 역시 물에 약하다. 물을 뒤집어 쓰면 행동이 둔해진다. 식신 상태일때나 평범한 고양이 요괴일때나, 외형에 차이는 없다.
사람의 말을 알아듣고, 특히 식신이 빙의해 있을 때는 요술을 사용하는 등 영리한 듯이 보이지만, 실제는 인간의 아이 정도의 지혜 밖에 가지고 있지 않다.
평상시는 요괴의 산에 살고 있으며, 일이 있을 때 마을에 내려와 인간을 공격한다. 다만, 야쿠모 란의 식신이 되고 있을 때는 야쿠모 란이나 야쿠모 유카리와 행동을 같이 한다고 한다.
《문화첩(서적)》에서는 고양이 마을을 만들어 리더가 되려 하고 있지만, 경과는 좋지 않다.
《요요몽》2면의 사쿠야와의 회화에서 겨울에는 코타츠 안에서 몸을 웅크리고 자는 것은 미신이라며 부정했지만, 《구문사기》에서는 인간 마을의 코타츠 안에서 자는 모습이 목격되었다

### 앨리스 마가트로이드
마법의 숲에 사는 마법사. 능력은 인형을 조종하는 정도의 능력을 가지고 있다.
《구문사기》에서 키리사메 마리사가 〈전부 스스로 조종하고 있다고 말했지만, 그거 굉장히 거짓말 같아〉라고 말한 바 있다. 하기야 여러 개의 인형들에게 각자 다른 행동을 부여한다고는 믿기지 않을 것이다. 그러나 히에다노 아큐가 설명한 바에 따르면, 〈본 적이 있는 사람이라면 안다고 생각하지만, 몇 개의 인형을 각각 다른 움직임을 주면서, 가끔 연계하거나 완전히 불규칙적으로 움직이거나 하는 것〉이라고 한다. 정확히 표현하자면, 〈인형에게 마법의 실을 붙여 그것을 생각했던 대로에 조종하는 것이다〉라고도 말한 바 있다. 그러나 아큐도 〈아무래도, 조작하고 있다고는 생각되지 않겠지만…….〉이라고 말한 바와 같이, 환상향의 몇몇 사람들은 인형요괴의 짓이라고 믿고 있다.
인간이건 요괴건, 마법의 숲에서 길을 잃으면 흔쾌히 집에서 묵고 가게 해준다. 다만, 묵게 해 준다고 해도, 그녀는 마법의 연구를 하거나 인형을 조종하거나 해서 거의 대화가 없어 어색해지므로, 곧바로 나오고 싶어진다고.
앨리스는 원래는 인간이었지만 수행을 쌓아 마법사가 된 케이스. 《구문사기》에서는 외관이나 신체 능력은 인간과 다르지 않지만, 마음만 먹으면 음식을 섭취하지 않고 마력으로 보충할 수 있는 마법을 사용할 수 있는 사람을 마법사 라는 “종족”으로 부른다. 인간이 수행으로 그 마법을 몸에 익힌 경우와 본래부터 그 마법을 사용할 수 있는 경우가 있다. 또한, 스스로 불로 장수 마법을 사용할 수 있는 사람을 완전한 마법사로 보고 있다.
마법의 실로 인형을 살아 있는 것처럼 조종하며, 인형에게 인형을 조종하게 하는 것조차 가능하다. 결투를 하게 된다면 홀로 다수를 상대할 수 밖에 없어 실력이 있어도 고전할 수 밖에 없다. 그러나 약점은 앨리스 본인으로, 본인은 인형을 조종하느라 정신이 없어 움직임이 완만하고 전투능력도 낮다.
《영야초》부속 매뉴얼에 의하면 마법의 숲에서 나는 버섯을 잘 아는 마리사와는 달리, 앨리스는 버섯은 사용하지 않는다.
또한,《영야초》부속 〈キャラ設定.txt〉에는 인도어파 라고 기재되어 있지만, 《구문사기》에 의하면 축제때 사람들 앞에 나타나 인형극을 피로하기도 한다고 한다.
전투에서 상대의 전투력을 가늠한후 살짝 높은 실력으로 싸운다. 설사 진다고 해도 전력을 다하지 않는다. 전력을 내고도 지면 그 다음이 없기 때문에 진심으로 싸우지는 않는 것이며,《췌몽상》에서도 앨리스의 스토리에는 유일하게 레밀리아, 유유코와의 대전이 없고, 7면에서는 스이카에게 그 일을 지적당했다.
눈동자 색은《요요몽》에서는 파랑, 《영야초》에서는 금색이다.

### 릴리 화이트
봄이 오면 그것을 전하러 튀어 나오는 요정. 봄이 온 것을 전하는 정도의 능력을 가지고 있다.
신장은 꽤 작고, 얇은 날개를 몇쌍 가진다.
《구문사기》에서 히에다노 아큐에 따르면, 〈봄을 전하고 있을 때에 방해를 하는 것은 피하는 것이 좋다. 이 요정이 최고로 힘을 가지고 있을 때가 이때이기 때문이다.〉라고 한다. 또한, 〈산에서 돌아오지 않는 걸로 보아, 매년, 산의 요괴에게 잡아먹혀 봄을 고하는 것을 그만둘지도 모른다.〉고도 했다. 덧붙여, 꽃씨를 준비해 두면, 기뻐하며 근처에 꽃을 피운다. 그 때문에 거리의 꽃가게에 인기 있는 요정이다.
《구문사기》에서의 〈위험도 극저〉에서도 볼 수 있듯이, 건드리지 않으면 특별한 위험은 없다. 히에다노가 〈오히려 그 모습을 보는 것이 오히려 길조〉라고 한 바 있다.
대사나 스펠 카드 같은 것은 일절 없지만, 말을 하지 못하는 것은 아닌 것 같다. 《신 삼월정》 제7화 〈봄의 환상 전편〉에서 「춘고정」이라고 불렸고, 제8화 에서는 그녀가 다녀간 곳이 일순간으로 봄이 되는 컷이 등장한다. 상기 작품에서도 대사는 없다.
《화영총》9면에서는 검은 옷을 입고 나타난다. 이것을 후에 네티즌들이 릴리 블랙 이라 이름붙인바있다. 동인설정상 릴리의 분신으로 피안에 봄을 전한다고한다.
서니 밀크와 모종의 트러블이 있었는지, 서니 밀크는 그녀를 싫어하는 것 같다.

### 프리즘리버 세자매
인간 귀족 프리즘리버가의 사녀 레이라 프리즘리버가, 언니들의 모습을 본따 만든 소령(폴더가이스트) 세 자매. 레이라 사후에도 셋은 소멸하지 않고, 현재까지 소란스럽게 살고 있다.
일찍이 ZUN이 밝힌 설정에 의하면 레이라의 부친인 프리즘리버 백작은 무역상을 하고 있었으며 동쪽 나라에서 어떤 매직 아이템을 손에 넣게 된다. 그것은 환상향의 매직 아이템이었으며 프리즘리버가는 몰락한다. 인간 루나사, 메를란, 리리카등은 다른곳에 거두어져 그 후의 소재는 불명. 옛 추억 때문에 저택에서 멀어질 수 없었던 레이라는 언니들의 모습을 본뜬 소령을 만들어 프리즘리버 저택과 함께 환상향으로 사라졌다.
이 소령들은 처음에는 자매들의 환영이나 환청에 지나지 않았지만, 점차 레이라와 대화할 수 있게 되었으며 어느새 함께 살게 되었다. 환상향에서의 생활은 레이라 혼자는 괴로운 듯했지만, 소령 프리즘리버 세 자매의 도움으로 레이라는 천수를 완수한다. 하지만 사라질 예정이었던 소령「프리즘리버 3자매」는 레이라가 죽어서도 사라지지 않고 그대로 음악단을 하게 되었다. 또한《화영총》에서의 시키에이키의 말에 의하면 프리즘리버 세 자매의 의지의 터전은 그녀들을 만들어내고 지금은 더 이상 존재하지 않는 인간이며 그 인간은 아마 레이라 라고 추측된다.
덧붙여 레이라의 언니에 해당하는「프리즘리버 자매」와 소령「프리즘리버 3자매」는 완전한 다른 인물이다. 또한, 레이라는 설정상으로만 존재할 뿐 작품 안에서는 등장하지 않는다.
소령은 게임 안에서는 유령과 동일 취급하고 있지만, 작자에 의하면 유령과는 다른 존재라고 한다. 《구문사기》에서도, 〈그 밖에 표현할 방법이 없다〉 라는 이유로「유령」항목에 기재되어 있다. 《구문사기》에 의하면 3자매는「프리즘리버 악단」으로 음악 활동을 하고 있어, 환상향의 그쪽 방면에서는 유명 인물인듯 하다.

#### 루나사 프리즘리버
소령 3자매의 장녀.
우등생 타입이며, 바르지 못한일을 싫어한다. 성격은 조금 어둡고, 솔직해서 속아 넘어가기 쉬운 성격.
현악기(특히 바이올린)을 잘 연주한다. 프리즘리버 악단의 리더이지만, 성격 때문에 메를랑이 리더라고 생각하는 사람도 있는 것 같다.
《요요몽》에서는 레이무와 회화, 탄막 승부를 한다.
그녀가 내는 소리는, 마음을 침착하게 하는 소리이다. 그녀의 소리의 영향을 너무 받으면, 아무것도 하고 싶지 않게 되어, 우울해져 버린다. 《구문사기》에서 히에다노 아큐에 따르면, 〈인간을 대할 때도 요괴를 대할 때도, 매우 우호적인 영이므로, 무서워할 필요는 없다.〉고 한다. 라이브가 시작 될 때는, 〈가지고 있는 바이올린은, 스트라디바리우스도 울고 도망갈 정도의 명기의 유령〉이라고 하지만, 히에다노 아큐가 〈진위의 여부는 확실하지 않다.〉고 한 바 있다.

#### 메를랑 프리즘리버
소령 3자매의 차녀.
힘은 3자매중 제일이지만 용도를 잘못 사용하고 있다.
기본적으로 밝은 성격이지만, 약간 조병(조울증의 하나)인것 같기도 하다. 《구문사기》에서 히에다노 아큐가 〈성격은 이상하게 밝아, 우울해지는 경우가 없다. 이따금 이해할 수 없는 말을 하기도 한다.〉고 말한 바 있다.
관악기(특히 트럼펫)를 잘 연주한다. 솔로로 활동하고 있기도 하다. 자매 중에서는, 머리카락의 색이 밝고 제일 키가 커서, 라이브에서는 중앙에 있는 경우가 많다.
《요요몽》에서는 사쿠야와 회화, 탄막 승부를 한다.
그녀가 내는 소리는, 기분을 고양시키는 소리로, 그녀의 소리의 영향을 너무 받으면, 돌연 뛰기 시작하거나 온전한 대화가 불가능하게 된다고 한다. 라이브가 시작 될 때에는, 〈가지고 있는 트럼펫은, 많은 재즈펫타의 생피를 빨아 온, 공포의 트럼펫의 유령〉이라고 하지만, 히에다노 아큐는 〈진위의 여부는 확실하지 않다. 어떻게 피를 빠는지도 불명.〉이라고 한 바 있다. 메를랑 혼자서는 대화가 성립되기 어렵다고 한다.

#### 리리카 프리즘리버
소령 3 자매의 삼녀.
경박하며 교활한 성격. 평상시에는 언니들을 부추겨서 자신은 싸우려 하지 않고, 최소한의 힘으로 최대한의 이익을 얻을 생각밖에 않는다. 《요요몽》부속「캐릭터 설정.txt」에 의하면, 그 태도나 행동은 3수 앞까지 계산되어 있다고 한다. 세 자매 중에서는 가장 인간다운 성격이기도 하다.
어떤 악기도 잘 다루지만, 평상시에는 건반악기 나 펑션을 담당하고 있다.
세명 중 제일 키가 작아서, 콘서트에서는 주위의 악기에 가려져 잘 보이지 않는다고 한다. 《구문사기》에서 익명의 목격보고에는〈라이브에서는, 언제나 작아서 잘 안보이지만, 힘내〉라고 한 바 있다.
《요요몽》에서는 마리사와 회화, 탄막 승부를 한다.
언니들에 비해, 소리는 들은 적이 없는 종류의 것이지만, 정신에 영향을 주는 소리는 나오지 않고, 보통으로 귀로부터 들려오는 소리이다. 정신에 영향을 미치는 일도 없어, 안심하고 들을 수 있다. 의사소통은 원활하다. 라이브를 시작할 때에는, 〈가지고 있는 키보드는, 모 유명 아티스트가 사용하고 있었지만, 소리가 독특해서 팔리지 않아서 환상과 사라진, 불우한 신시사이저의 유령〉이라 하지만, 히에다노 아큐가 〈진위의 여부는 확실하지 않다.〉고 한 바 있다.

### 사이교우지 유유코
백옥루의 망령 공주. 유령이지만 다리는 있다. 1000년 이상 망령을 하고 있는 것 같고, 귀신을 통솔할 수 있기 때문에 시키에이키(염라대왕)으로부터 명계를 떠돌아다닐 수 있는 허가권을 얻게 되었으며, 현재는 지하에 사는 유령들의 관리를 맡고있다.
춘설이변을 일으킨 주범으로, 콘파쿠 요우무에게 봄을 모으라고 시켜 “사이교우 아야카시(서행요)"라는 요괴 벚꽃의 봉인을 풀고 그 아래에 자는 사람을 소생시키려고 했다. 언뜻 아무 생각 없는 경박한 성격에 겉모습을 종잡을 수 없고, 본인도 그것을 부정하지 않는다.
생전에 있어서는 명시인의 딸이었다고 한다. 이 명시인의 이름은 밝혀지지 않았으나, 《요요몽》의 작중에 등장하는 와카는 사이교 법사의 것이다. 사이교우 아야카시에 대해 쓰여진 사이교우지 가의 오래된 문헌에서는 〈후지미의 딸〉이라고 적혀 있다. 유카리와도 친한 관계였다고 한다.
- 요괴 벛나무 "사이교우 아야카시"는 유유코의 생전에도 존재했다. 사람들이 사이교우 아야카시 밑에서 계속 목숨을 끊자 유유코는 자신을 희생해 벛나무를 봉인했고, 생전의 기억을 모두 잃었다.

### 야쿠모 란
야쿠모 유카리가 사역하는 식신이자, 첸의 주인.
야쿠모 유카리는 잠이 많기 때문에 자신이 자고 있을 때 대리로 행동하게끔 하기 위해 란을 식신으로 만들었으며, 구미호이기 때문에 요수중에는 최강급이며 머리도 좋다.
놀라운 수학적 두뇌를 가지고 있어서 수학자들이 100년 동안 고민하던 난제를 한 번에 풀 수 있을 정도라고 한다. 또한 유카리의 명령을 받고 있을 때에는 그녀에 필적하는 힘을 낼 수 있다고 한다. 가끔 자신이 식신이라는 사실을 망각하기도 한다.

### 야쿠모 유카리
1000년 이상을 산 환상향에서 강한 축에 끼는 요괴이며, 하쿠레이 레이무와 함께 하쿠레이 대결계를 관리하고 있다. 자신의 능력을 이용하여 공간의 틈새를 열어 신출귀몰하며, 특히 잠자는 것을 좋아한다. 환상향 전체를 통틀어 최강의 능력을 가지고 있을 뿐만 아니라, 초인적인 두뇌를 지니고 있으며 오래 살았기 때문에 지식이나 경험도 풍부하다.
본인은 수다쟁이 기질로써 자신이나 환상향에 관한 일을 다양하게 가르쳐주며, 인간과 다름없는 모습에 화려한 복장을 좋아하고 큰 양산을 사용한다. 그러나 능력의 위험성으로서나 인정이 없고 인간과 크게 다른 행동원리 등의 이유로 인해 기피되는 요괴이다. 다만 오래 산 존재 가운데 사이교우지 유유코, 이부키 스이카 등 최강 클래스의 요괴와는 사귀고 있다.

### 게스트
일부 엔딩에서 파츄리 널릿지와 레밀리아 스칼렛이 등장한다.

## 스테이지
| 스테이지 | 제목                   | 중간보스            | 보스                |
| -------- | ---------------------- | ------------------- | ------------------- |
| 1        | 백은의 봄              | 치르노              | 레티 화이트락       |
| 2        | 마요히가의 검은 고양이 | 첸                  | 첸                  |
| 3        | 인형조계의 밤          | 앨리스 마가트로이드 | 앨리스 마가트로이드 |
| 4        | 구름 위의 벚꽃 결계    | 릴리 화이트         | 프리즘리버 세자매   |
| 5        | 백옥루 계단의 환투     | 콘파쿠 요우무       | 콘파쿠 요우무       |
| 6        | 저 세상의 여인의 시신  | 콘파쿠 요우무       | 사이교우지 유유코   |
| Extra    | 요괴의 식신의 식신     | 첸                  | 야쿠모 란           |
| Phantasm | 인요의 경계            | 야쿠모 란           | 야쿠모 유카리       |

## 수록곡
| №  | 제목                                              | 원제목                                                                      | 테마        |
| -- | ------------------------------------------------- | --------------------------------------------------------------------------- | ----------- |
| 01 | 요요몽 ~ Snow or Cherry Petal                     | 妖々夢 〜 Snow or Cherry Petal 요요무[*]                                    | 타이틀      |
| 02 | 무하유의 향 ~ Deep Mountain                       | 無何有の郷 〜 Deep Mountain 무카우노 쿄[*]                                  | 1면 필드    |
| 03 | 크리스탈라이즈드 실버(Cristalized Sliver)         | クリスタライズシルバー 크리스타라이즈 시르바[*]                             | 1면 보스전  |
| 04 | 원야환상 이야기                                   | 遠野幻想物語 토오노 겐소 모노가타리[*]                                      | 2면 필드    |
| 05 | 갈잎(Diao Ye Zong) ~ Withered Leaf                | ティアオイエツォン (Withered Leaf)                                          | 2면 보스전  |
| 06 | 부쿠레슈티의 인형사                               | ブクレシュティの人形師 부쿠레슈티노 닌교시[*]                               | 3면 필드    |
| 07 | 인형재판 ~ 사람의 형상을 한 것을 가지고 노는 소녀 | 人形裁判 〜 人の形弄びし少女 닌교 사이반 히토노 카타치 모테아소비시 쇼조[*] | 3면 보스전  |
| 08 | 천공의 꽃의 도시                                  | 天空の花の都 텐큐노 하나노 미야코[*]                                        | 4면 필드    |
| 09 | 유령악단 ~ Phantom Ensemble                       | 幽霊楽団 〜 Phantom Ensemble 유레이 가쿠단[*]                               | 4면 보스전  |
| 10 | 동방요요몽 ~ Ancient Temple                       | 東方妖々夢 〜 Ancient Temple 토호 요요무[*]                                 | 5면 필드    |
| 11 | 히로아리, 괴조를 쏘다 ~ Till When?                | 広有射怪鳥事 〜 Till When? 히로아리 케초오 이루코토[*]                      | 5면 보스전  |
| 12 | 얼티밋 트루스(Ultimate Truth)                     | アルティメットトゥルース 아루티멧토 트루스[*]                               | 6면 필드    |
| 13 | 유아하게 피어라, 묵염의 벚꽃 ~ Border of Life     | 幽雅に咲かせ、墨染の桜 〜 Border of Life 유가니 사카세 스미조메노 사쿠라[*] | 6면 보스전  |
| 14 | 보더 오브 라이프(Border of Life)                  | ボーダーオブライフ 보다 오브 라이후[*]                                      | 파이널 스펠 |
| 15 | 요요발호                                          | 妖々跋扈 요요밧코[*]                                                        | EX면 필드   |
| 16 | 소녀환장 ~ Necro-Fantasy                          | 少女幻葬 〜 Necro-Fantasy 쇼조 겐소[*]                                      | EX면 보스전 |
| 17 | 요요발호 ~ Who done it!                           | 妖々跋扈 〜 Who done it! 요요밧코[*]                                        | PH면 필드   |
| 18 | 네크로판타지아(Necrofantasia)                     | ネクロファンタジア 네크로환타지아[*]                                        | PH면 보스전 |
| 19 | 봄바람의 꿈                                       | 春風の夢 슌푸노 유메[*]                                                     | 엔딩        |
| 20 | 사쿠라 사쿠라 ~ Japanize Dream...                 | さくらさくら 〜 Japanize Dream... 사쿠라 사쿠라[*]                          | 스탭 롤     |